# Ancaudellia insularis
Ancaudellia insularis är en kackerlacksart som först beskrevs av Kirby, W. F. 1903.  Ancaudellia insularis ingår i släktet Ancaudellia och familjen jättekackerlackor. Inga underarter finns listade i Catalogue of Life.